# Manuel Jara
Manuel Jara Vanegas fue un pintor ecuatoriano, nació en el cantón Gualaceo en 1944 y falleció en Guayaquil el 28 de enero de 2019.

## Biografía
Nació en la provincia de Azuay, cantón Gualaceo, estudio en el colegio de Bellas Artes en la ciudad de Guayaquil donde se radicó desde los 15 años de edad. Tuvo una trayectoria artística de 50 años, y murió en la ciudad de Guayaquil a los 75 años de edad.

## Obras
Su estilo artístico era el Paisajismo y realizó exposiciones en Colombia y Nueva York. Pintó diferentes paisajes costeños, como: las pesca, plantaciones de cacao, plantaciones de plátanos, el suburbio de Guayaquil, y la flora y fauna de la región.

## Reconocimientos
Durante su vida artística fue reconocido por diferentes instituciones; Galardón del Pincel de oro de la asociación cultural Las Peñas, diploma al Mérito por su trayectoria Artística por el Municipio de Gualaceo y el reconocimiento por su trayectoria por la Armada del Ecuador.